# Stezka majáků
Stezka majáků se nachází v departementu Finistère, kraji Bretaň ve Francii.
Pobřeží departementu Finistère je největší koncentraci majáků na světě. Na jeho severním pobřeží je Stezka majáků, která spojuje dvacet majáků. Většina majáků jsou historickými památkami. V současné době (2025) lze navštívit šest majáků:
- maják  l’île Vierge v Plouguerneau, nejvyšší maják v Evropě[4]
- maják Saint Mathieu v Plougonvelin
- maják Stiff na ostrově Ouessant
- maják Trézien v Plouarzel
- maják Kermorvan nedaleko přístavu Conquet
- maják l’île Wrac’h v Plouguerneau na ostrově Wrac’h

a muzeum Phares et Balises s expozicí historie námořní signalizace, nyní (2025) mimo provoz z důvodů rekonstrukce až do roku 2026.
Další majáky, které lze navštívit např.:
- maják Petit Minou
- maják Jument (prohlídka z lodi)
- maják Pontusval
- maják Pierres Noires  (prohlídka z lodi)
- maják Créac’h na ostrově Ouessant